# スドヴィア語
スドヴィア語（スドヴィアご、英語: Sudovian language）は、ヤトヴァーグ語・ヤトヴィンガ語とも呼ばれる、バルト語派・西バルト語群に属する言語。
西バルト系に属するヤトヴァーグ（ヤトヴィンガ）人はニャムナス川とナレフ川の周辺に居住していたが13世紀にリトアニアに支配・同化されるとともに、その言語も17世紀頃に死語となった。